# Vallonia
Vallonia is een geslacht van slakken uit de familie van de Valloniidae. De wetenschappelijke naam van het geslacht is voor het eerst geldig gepubliceerd in 1826 door Antoine Risso. Hij beschreef als eerste soort Vallonia rosalia, wat een junior synoniem is van Helix pulchella O.F. Müller, 1774.

## Kenmerken
De schelpen of huisjes van deze landslakken zijn klein tot zeer klein; de diameter varieert van minder dan 2 tot 4 mm. 

## Verspreiding en leefgebied
Vallonia komen voor in Europa, Noord-Amerika en het noorden van Azië. Ze leven meestal op de bodem in open, natte tot vrij droge habitats, niet vaak in bossen. Fossielen van Vallonia zijn gekend vanaf het Eoceen.

## Soorten
- Vallonia costata (O. F. Müller, 1774) (Geribde jachthorenslak)
- Vallonia excentrica Sterki, 1893 (Scheve jachthorenslak)
- Vallonia gracilicosta Reinhardt, 1883
- Vallonia pulchella (O. F. Müller, 1774) (Fraaie jachthorenslak)